# Canton de Rhône-Eyrieux
Le canton de Rhône-Eyrieux, précédemment appelé canton de La Voulte-sur-Rhône, est une circonscription électorale française située dans le département de l'Ardèche et la région Auvergne-Rhône-Alpes. À la suite du redécoupage cantonal de 2014, les limites territoriales du canton sont remaniées. Le nombre de communes du canton passe de 10 à 17.

## Histoire
Le canton de La Voulte-sur-Rhône est créé en 1790. Il regroupe alors 10 communes. À la suite du redécoupage cantonal de 2014, le nombre de communes passe à 17. Le canton est renommé en 2016 « canton de Rhône-Eyrieux ».

## Géographie
Ce canton est organisé autour de La Voulte-sur-Rhône dans les arrondissements de Privas et de Tournon-sur-Rhône.

## Représentation

### Conseillers généraux de 1833 à 2015 (canton deLa Voulte)
| Période       | Période              | Identité                             | Étiquette                      | Qualité |
| ------------- | -------------------- | ------------------------------------ | ------------------------------ | --- |
| 1833          | 1835 (démission)     | Louis Grel                           |                                | Propriétaire à Beauchastel |
| 1835          | 1842                 | Charles Gally                        |                                | Maire de Beauchastel, conseiller d'arrondissement |
| 1842          | 1848                 | Louis Johanenc                       |                                | Notaire - Maire de Saint-Fortunat, conseiller d'arrondissement                                                                                        |
| 1848          | 1852                 | Jean-Pierre Vignal                   |                                | Négociant, maire de La Voulte |
| 1852          | 1861                 | Adolphe Micard                       |                                | Rentier, ancien chevau-léger dans la Maison du Roi |
| 1861          | 1870                 | Isaac Marmey                         |                                | Propriétaire et négociant Maire de Charmes-sur-Rhône                                                                                                  |
| 1870          | 1871                 | François-Théodore Fuzier (1823-1875) |                                | Docteur en médecine à La Voulte |
| 1871          | 1880                 | Jules Jacques Henri Marmey           |                                | Négociant |
| 1880          | 1889 (décès)         | Aymar Roussilhon père                | Droite                         | Propriétaire à Saint-Laurent-du-Pape |
| 1889          | 1917 (décès)         | Maurice Fombarlet                    | Républicain                    | Docteur en médecine à Saint-Laurent-du-Pape |
| 1917          | 1919                 | siège vacant                         |                                | |
| 1919          | 1938 (décès)         | Aymar Roussilhon fils                | Rad.                           | Avocat à la Cour d'Appel de Paris |
| 24 avril 1938 | 1940                 | Guy Fougeirol                        | Rad.ind.                       | Agriculteur Maire de Saint-Laurent-du-Pape Nommé membre de la Commission administrative départementale en 1941 Nommé conseiller départemental en 1942 |
|               |                      |                                      |                                | |
| 1945          | 25 mars 1979 (décès) | Guy Fougeirol (1904-1979)            | RGR puis FGDS puis PS puis DVG | Agriculteur Maire de Saint-Laurent-du-Pape |
| mai 1979      | 29 mars 1992         | Claude Laréal                        | PS                             | Employé SOVOUTRI Suppléant du député Robert Chapuis (1981-1986 et 1988-1993) Député (1988-1993), Maire de La Voulte-sur-Rhône                         |
| 29 mars 1992  | 22 mars 1998         | Bernard Berger                       | RPR                            | Assistant expert-comptable Maire de Saint-Georges-les-Bains (1989-2020) Suppléant du député Amédée Imbert (1993-1997)                                 |
| 1998          | 2004                 | Bruno Dupuis                         | PS                             | Éducateur sportif Adjoint au maire de La Voulte-sur-Rhône                                                                                             |
| 2004          | 2015                 | Marc Bolomey                         | PS                             | Éducateur technique en retraite Maire de La Voulte-sur-Rhône (1998-2014)                                                                              |

Sources:Ministère de l'Intérieur 

### Conseillers d'arrondissement du canton de La Voulte (de 1833 à 1940)
| Période                                  | Période      | Identité                                                             | Étiquette | Qualité |
| ---------------------------------------- | ------------ | -------------------------------------------------------------------- | --------- | --- |
| 1833                                     | 1835         | Charles Gally                                                        |           | Maire de Beauchastel                                                                                        |
| 1836                                     | 1839         | Charles Marquet                                                      |           | Maire de Rompon                                                                                             |
| 1839                                     | 1842         | Louis Johanenc                                                       |           | Maire de Saint-Fortunat-sur-Eyrieux                                                                         |
| 1842                                     | 1845         | Baron Louis Antoine Lambert Bois d'Hautussac de Pravieux (1817-1896) |           | Propriétaire à Saint-Laurent-du-Pape, conseiller du Roi                                                     |
|                                          |              |                                                                      |           | |
| 1910                                     | 1928 (décès) | Louis-Albert Besson                                                  | Radical   | Agriculteur, maire de Saint-Laurent-du-Pape                                                                 |
| 1928                                     | 1940         | Paul-Bernard Crumière (1874-1947)                                    | Radical   | Propriétaire, boulanger à Saint-Fortunat-sur-Eyrieux                                                        |
| 1940                                     |              |                                                                      |           | Les conseils d'arrondissement ont été suspendus par la loi du 12 octobre 1940 et n'ont jamais été réactivés |
| Les données manquantes sont à compléter. |              |                                                                      |           | |

### Conseillers départementaux de Rhône-Eyrieux à partir de 2015
| Période élective | Période élective | Mandat | Mandat   | Identité             | Nuance | Nuance | Qualité |
| ---------------- | ---------------- | ------ | -------- | -------------------- | ------ | ------ | --- |
| 2015             | 2021             | 2015   | 2021     | Christian Féroussier |        | DIV    | Attaché territorial, maire de Saint-Fortunat-sur-Eyrieux 7e vice-président chargé des politiques sportives et évènementielles |
| 2015             | 2021             | 2015   | 2021     | Martine Finiels      |        | PS     | Cadre Centre d’hébergement et de réinsertion sociale Maire de Vernoux-en-Vivarais depuis mars 2014 Ancienne conseillère générale du canton de Vernoux-en-Vivarais Présidente de la Communauté de communes Pays de Vernoux depuis avril 2014 2e vice-présidente chargée de la santé, de l’autonomie des seniors et des personnes en situation de handicap |
| 2021             | 2028             | 2021   | en cours | Christian Féroussier |        | DIV    | Conseiller sortant 2e vice-président chargé d’une délégation générale, des sports, de la culture, de la vie associative et de l’attractivité du territoire, conseiller spécial du Président |
| 2021             | 2028             | 2021   | en cours | Julie Sicoit-Iliozer |        | DIV    | Cadre Adjointe au maire de Charmes-sur-Rhône Conseiller(e) départemental(e) délégué(e) chargée de la culture |

#### Élections de mars 2015
À l'issue du premier tour des élections départementales de 2015, trois binômes sont en ballottage : Christian Feroussier et Martine Finiels (PS, 34,72 %), Dominique Jacquot et Marie-Paule Mathon (FN, 26,52 %) et Thierry Avouac et Corinne Roubi (UDI, 25,27 %). Le taux de participation est de 53,21 % (8 759 votants sur 16 461 inscrits) contre 55,97 % au niveau départemental et 50,17 % au niveau national.
Au second tour, Christian Feroussier et Martine Finiels (PS) sont élus avec 46,4 % des suffrages exprimés et un taux de participation de 54,29 % (3 933 voix pour 8 937 votants et 16 462 inscrits).

#### Élections de juin 2021
Le premier tour des élections départementales de 2021 est marqué par un très faible taux de participation (33,26 % au niveau national). Dans le canton de Rhône-Eyrieux, ce taux de participation est de 34,83 % (5 995 votants sur 17 213 inscrits) contre 37,36 % au niveau départemental. À l'issue de ce premier tour, deux binômes sont en ballottage : Christian Feroussier et Julie Sicoit-Iliozer (Divers, 36,69 %) et Hervé Coulmont et Martine Finiels (Union au centre et à gauche, 28,83 %).
Le second tour des élections est marqué une nouvelle fois par une abstention massive équivalente au premier tour. Les taux de participation sont de 34,3 % au niveau national, 40,7 % dans le département et 39 % dans le canton de Rhône-Eyrieux. Christian Feroussier et Julie Sicoit-Iliozer (Divers) sont élus avec 54,03 % des suffrages exprimés (3 394 voix pour 6 715 votants et 17 217 inscrits),,.

## Composition

### Composition avant 2015
Dans cette configuration, l'altitude du canton variait de 85 mètres à Rompon à 829 mètres à Saint-Cierge-la-Serre, pour une altitude moyenne de 298 mètres.
Il présentait, comme celui de Valgorge avec Montselgues, la particularité de ne pas être continu territorialement : Saint-Michel-de-Chabrillanoux, commune du canton de La Voulte-sur-Rhône, n'avait de limite communale avec aucune autre commune de ce canton.

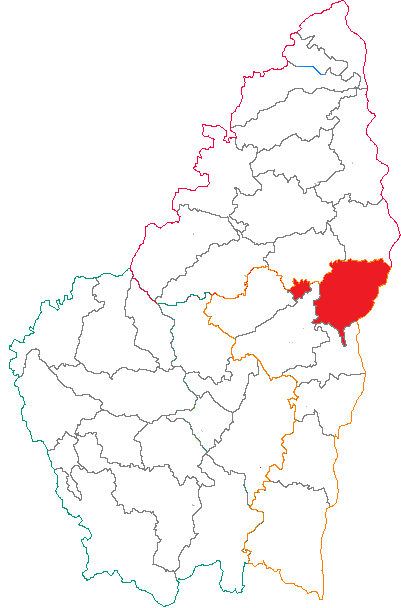
Situation du canton de La Voulte-sur-Rhône dans le département de l'Ardèche avant 2015.
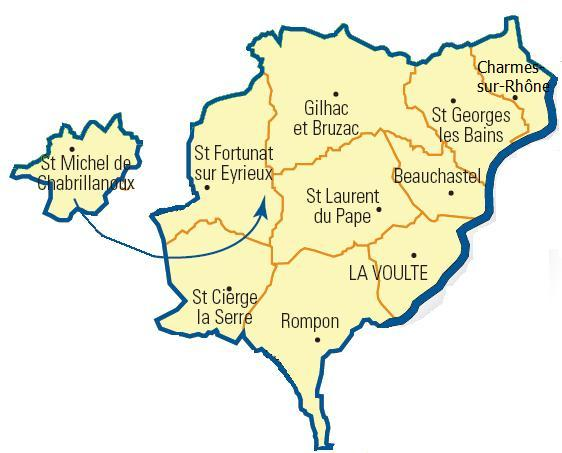
Carte du canton avant 2015.

Il regroupait dix communes.
| Nom                             | Code Insee | Codepostal  | Superficie (km2) | Population (dernière pop. légale) | Densité (hab./km2) |
| ------------------------------- | ---------- | ----------- | ---------------- | --------------------------------- | ------------------ |
| La Voulte-sur-Rhône (chef-lieu) | 07349      | 07800       | 9,70             | 5 115 (2012)                      | 527                |
| Beauchastel                     | 07027      | 07800       | 8,46             | 1 747 (2012)                      | 207                |
| Charmes-sur-Rhône               | 07055      | 07800       | 5,95             | 2 534 (2012)                      | 426                |
| Gilhac-et-Bruzac                | 07094      | 07800       | 30,94            | 160 (2012)                        | 5,2                |
| Rompon                          | 07198      | 07250 07800 | 22,03            | 996 (2012)                        | 45                 |
| Saint-Cierge-la-Serre           | 07221      | 07800       | 16,20            | 259 (2012)                        | 16                 |
| Saint-Fortunat-sur-Eyrieux      | 07237      | 07360       | 22,07            | 733 (2012)                        | 33                 |
| Saint-Georges-les-Bains         | 07240      | 07800       | 14,11            | 2 090 (2012)                      | 148                |
| Saint-Laurent-du-Pape           | 07261      | 07800       | 20,10            | 1 587 (2012)                      | 79                 |
| Saint-Michel-de-Chabrillanoux   | 07278      | 07360       | 12,14            | 381 (2012)                        | 31                 |

### Composition à partir de 2015
Après le redécoupage cantonal de 2014, le nouveau canton est composé de dix-sept communes.
| Nom                                         | Code Insee | Intercommunalité         | Superficie (km2) | Population (dernière pop. légale) | Densité (hab./km2) | Modifier                                    |
| ------------------------------------------- | ---------- | ------------------------ | ---------------- | --------------------------------- | ------------------ | ------------------------------------------- |
| La Voulte-sur-Rhône (bureau centralisateur) | 07349      | CA Privas Centre Ardèche | 9,70             | 4 762 (2022)                      | 491                | modifier les données · modifier les données |
| Beauchastel                                 | 07027      | CA Privas Centre Ardèche | 8,46             | 1 847 (2022)                      | 218                | modifier les données · modifier les données |
| Boffres                                     | 07035      | CC Rhône Crussol         | 30,10            | 618 (2022)                        | 21                 | modifier les données · modifier les données |
| Charmes-sur-Rhône                           | 07055      | CC Rhône Crussol         | 5,95             | 3 160 (2022)                      | 531                | modifier les données · modifier les données |
| Châteauneuf-de-Vernoux                      | 07060      | CA Privas Centre Ardèche | 6,07             | 278 (2022)                        | 46                 | modifier les données · modifier les données |
| Gilhac-et-Bruzac                            | 07094      | CA Privas Centre Ardèche | 30,94            | 174 (2022)                        | 5,6                | modifier les données · modifier les données |
| Saint-Apollinaire-de-Rias                   | 07214      | CA Privas Centre Ardèche | 8,34             | 199 (2022)                        | 24                 | modifier les données · modifier les données |
| Saint-Cierge-la-Serre                       | 07221      | CA Privas Centre Ardèche | 16,20            | 246 (2022)                        | 15                 | modifier les données · modifier les données |
| Saint-Fortunat-sur-Eyrieux                  | 07237      | CA Privas Centre Ardèche | 22,07            | 806 (2022)                        | 37                 | modifier les données · modifier les données |
| Saint-Georges-les-Bains                     | 07240      | CC Rhône Crussol         | 14,11            | 2 415 (2022)                      | 171                | modifier les données · modifier les données |
| Saint-Jean-Chambre                          | 07244      | CA Privas Centre Ardèche | 15,26            | 252 (2022)                        | 17                 | modifier les données · modifier les données |
| Saint-Julien-le-Roux                        | 07257      | CA Privas Centre Ardèche | 8,64             | 125 (2022)                        | 14                 | modifier les données · modifier les données |
| Saint-Laurent-du-Pape                       | 07261      | CA Privas Centre Ardèche | 20,10            | 1 617 (2022)                      | 80                 | modifier les données · modifier les données |
| Silhac                                      | 07314      | CA Privas Centre Ardèche | 22,71            | 399 (2022)                        | 18                 | modifier les données · modifier les données |
| Soyons                                      | 07316      | CC Rhône Crussol         | 7,90             | 2 298 (2022)                      | 291                | modifier les données · modifier les données |
| Toulaud                                     | 07323      | CC Rhône Crussol         | 34,73            | 1 701 (2022)                      | 49                 | modifier les données · modifier les données |
| Vernoux-en-Vivarais                         | 07338      | CA Privas Centre Ardèche | 30,55            | 1 985 (2022)                      | 65                 | modifier les données · modifier les données |
| Canton de Rhône-Eyrieux                     | 0717       |                          | 291,83           | 22 882 (2022)                     | 78                 | modifier les données                        |

## Démographie

### Démographie avant 2015
| 1962   | 1968   | 1975   | 1982   | 1990   | 1999   | 2006   | 2011   | 2012   |
| ------ | ------ | ------ | ------ | ------ | ------ | ------ | ------ | ------ |
| 12 081 | 12 202 | 12 298 | 12 569 | 12 978 | 13 802 | 14 832 | 15 395 | 15 602 |

### Démographie depuis 2015
En 2022, le canton comptait 22 882 habitants, en évolution de +1,6 % par rapport à 2016 (Ardèche : +2,48 %, France hors Mayotte : +2,11 %).
| 2013   | 2018   | 2022   |
| ------ | ------ | ------ |
| 21 853 | 22 602 | 22 882 |